# فيتشيانو
فيتشيانو (بالإيطالية: Vecchiano) هي كومونا في مقاطعة بيزا في منطقة تسكانة الإيطالية، وتقع على بعد 70 كيلومترا (43 ميلا) غرب فلورنسا و 8 كم (5 ميل) شمال بيزا.